# Lars Hansson (konstnär)
Lars Hansson, född 1944, är en svensk skulptör.
Lars Hansson utbildade på Slöjdföreningens skola (nuvarande HDK-Valand) i Göteborg, Det Kongelige Danske Kunstakademi i Köpenhamn och på Valands konstskola i Göteborg. Han var också medlem i konstnärsgruppen Björnligan i Göteborg på 1960-talet.

## Offentliga verk i urval
- Pelare, skulptur, granit, 1994, Norra Fjädermolnsgatan vid Karlaplatsen i Göteborg, flyttad 2020 till Holländareplatsen i Gamlestaden i Göteborg[1]
- Vid stranden, skulptur, brons och granit, 1995, Brunnsbotorget 3, Hisings Backa i Göteborg[2]
- Bil, skulptur, diabas och granit, 1999, Djurgårdsgatan 27, Majorna i Göteborg[3]
- Elefantporten, bohusgranit, 2001, Strandparken i Kungälv
- Monolit i fyra delar, granit, Trädgårdsföreningen i Göteborg

## Bildgalleri

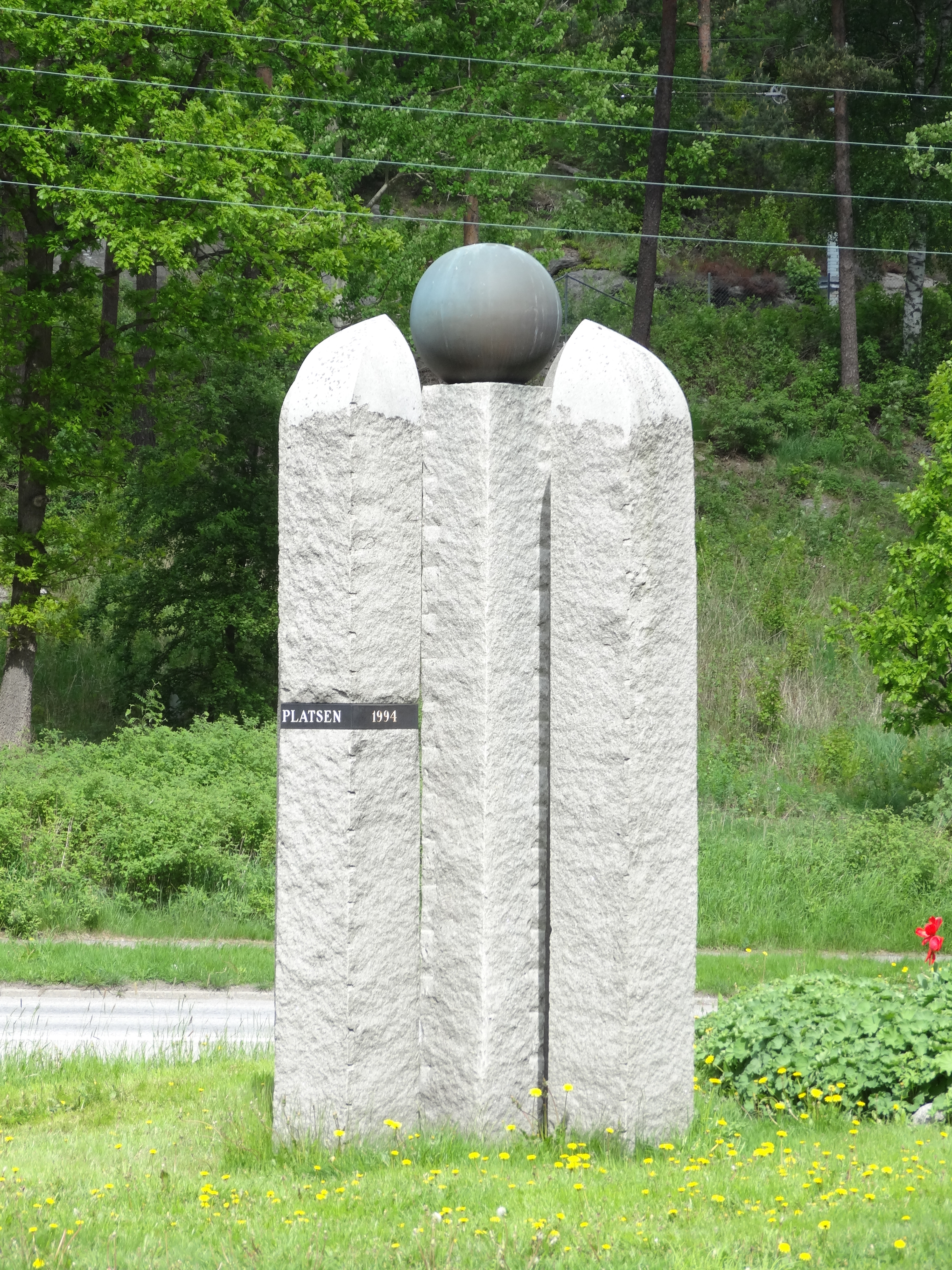
Pelare, 2013
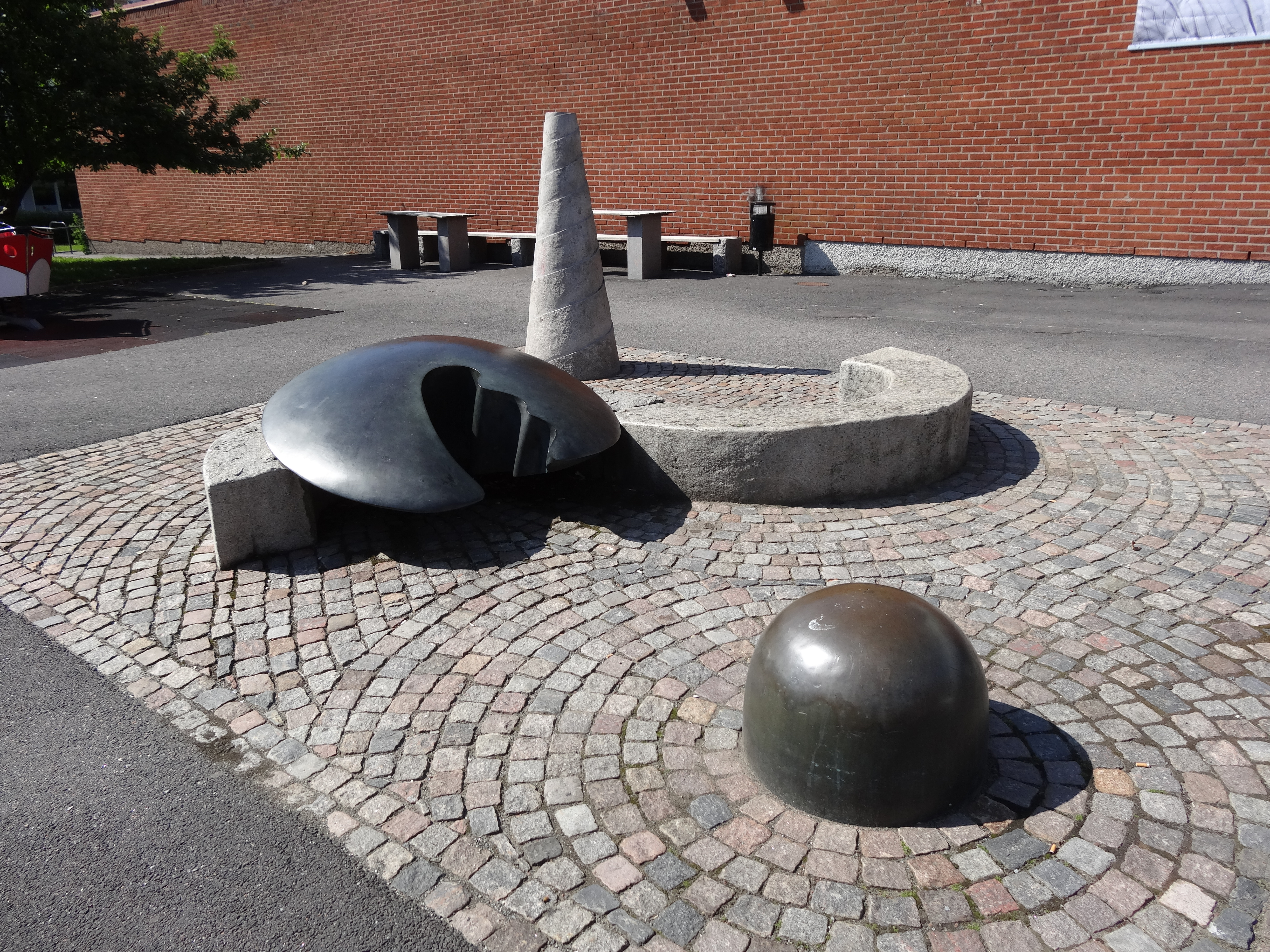
Vid stranden
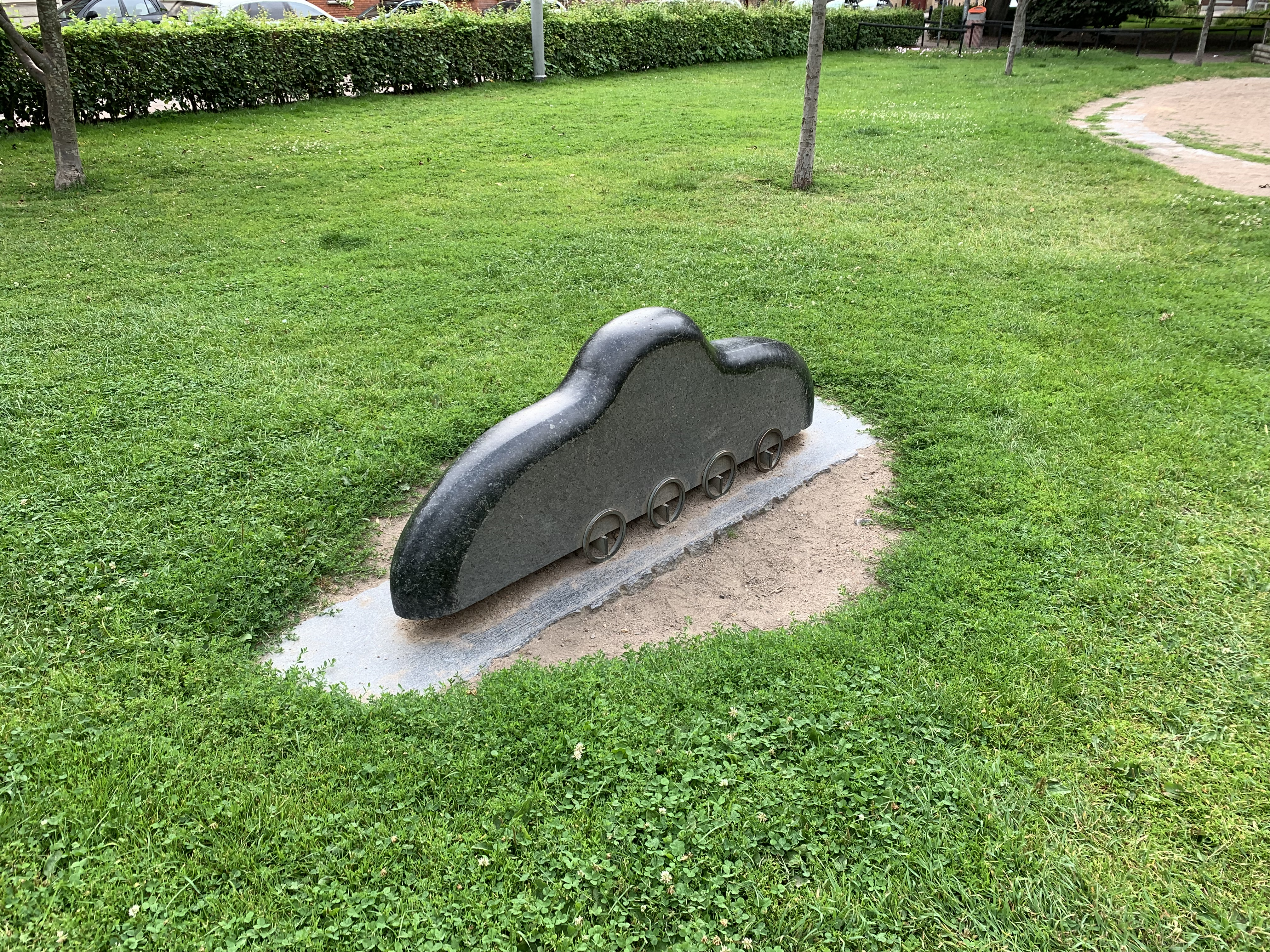
Bil
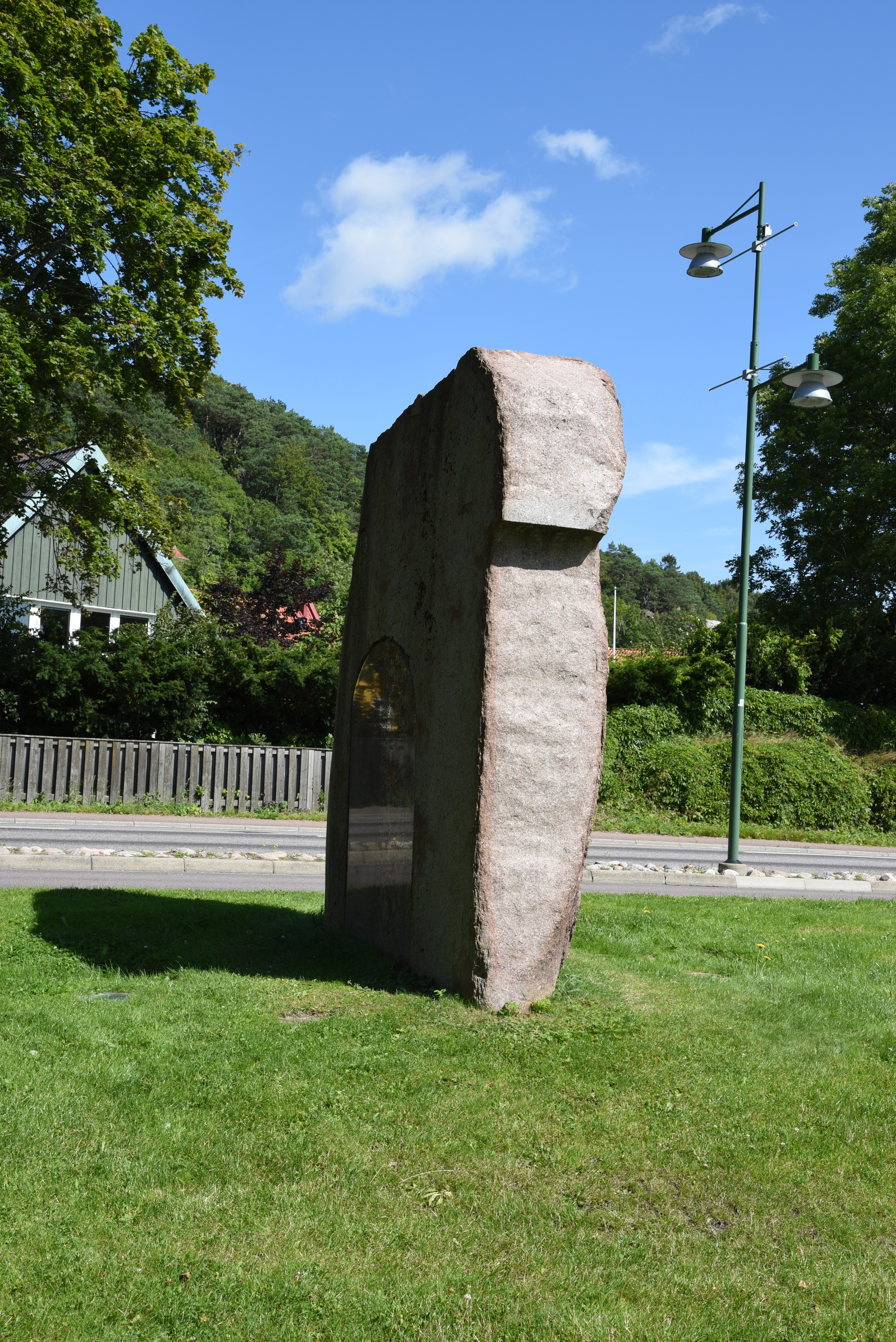
Elefantporten
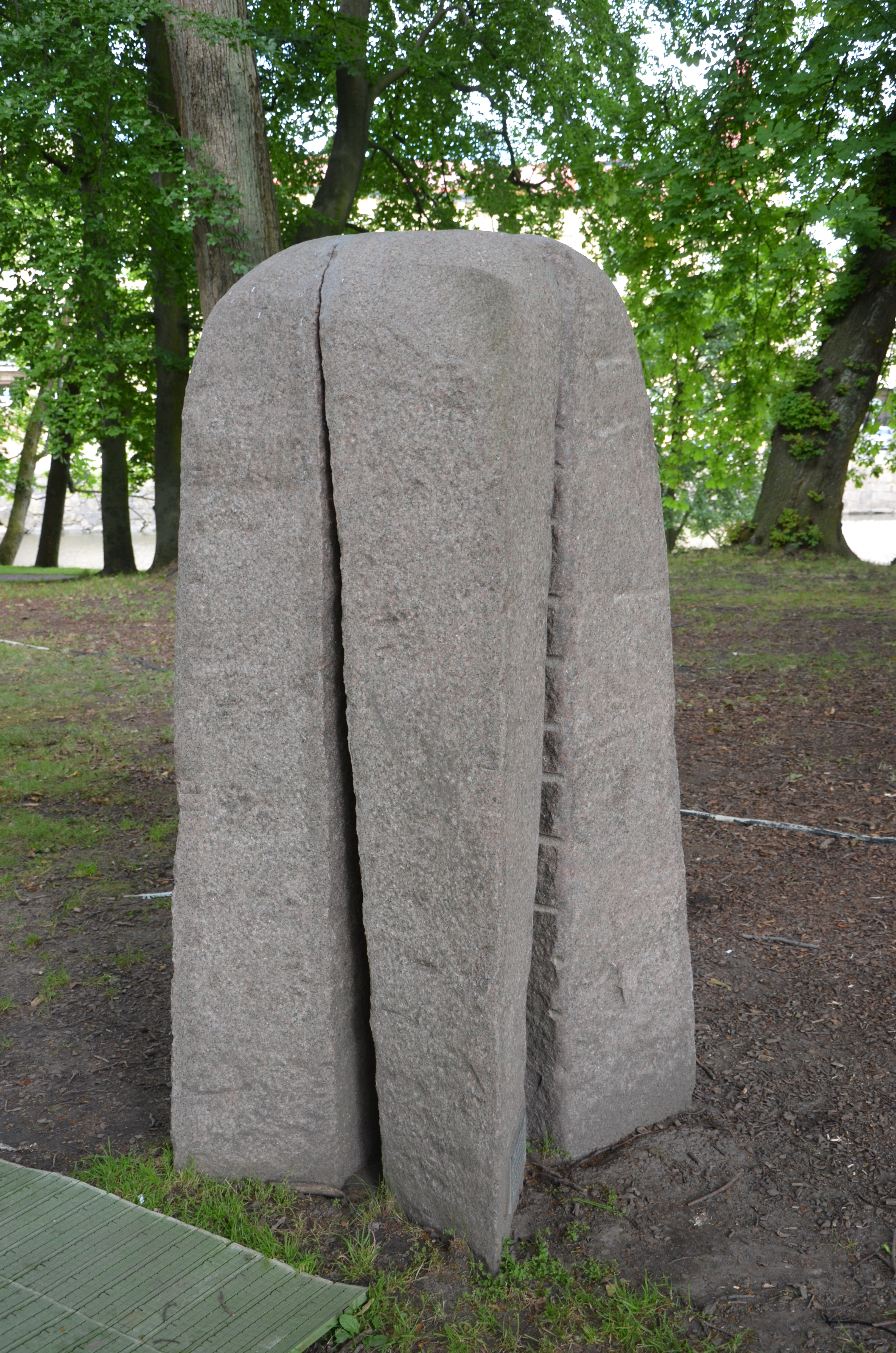
Monolit i fyra delar